# Activision
Activision Publishing, Inc. là một công ty phát hành trò chơi điện tử của Mỹ, có trụ sở tại Santa Monica, California. Nó hoạt động như doanh nghiệp phát hành trò chơi điện tử cho công ty mẹ của nó, Activision Blizzard, và bao gồm một số công ty con. Activision là một trong những nhà phát hành trò chơi điện tử bên thứ ba lớn nhất thế giới và là nhà phát hành hàng đầu tại Hoa Kỳ vào năm 2016.
Công ty được thành lập dưới tên Activision, Inc. vào ngày 1 tháng 10 năm 1979 tại Sunnyvale, California, bởi các nhà phát triển trò chơi từ Atari bất mãn với cách xử lý của Atari, với mục tiêu phát triển các trò chơi riêng cho hệ máy chơi trò chơi điện tử gia đình Atari 2600 phổ biến. Activision đã trở thành nhà phát triển trò chơi điện tử độc lập đầu tiên bên thứ ba. Cuộc suy thoái của ngành trò chơi điện tử năm 1983, một phần do có quá nhiều công ty mới cố gắng theo đuổi theo bước chân của Activision mà không có kinh nghiệm của các nhà sáng lập của Activision, đã làm tổn thương vị trí của Activision trong trò chơi điện tử gia đình và buộc công ty phải đa dạng hóa vào các trò chơi cho máy tính gia đình, bao gồm cả việc mua lại Infocom. Sau khi có sự thay đổi trong quản lý, CEO Jim Levy bị thay thế bởi Bruce Davis, công ty đã đổi tên thành Mediagenic và mở rộng sang lĩnh vực ứng dụng phần mềm doanh nghiệp. Mediagenic nhanh chóng nợ nần, và khoảng năm 1991, công ty được mua lại với giá khoảng 500,000 đô la Mỹ bởi Bobby Kotick và một nhóm nhỏ nhà đầu tư.
Kotick đã tổ chức lại và định hình lại công ty mạnh mẽ để thoát khỏi nợ nần: sa thải phần lớn nhân viên, di chuyển công ty đến Los Angeles và đổi tên trở lại thành Activision. Dựa trên những tài sản có sẵn, Activision do Kotick dẫn đầu đã tìm kiếm nhiều cơ hội phát hành hơn và, sau khi hồi phục từ khó khăn tài chính trước đây, bắt đầu mua lại nhiều công ty phát triển và nhiều loại tài sản trí tuệ khác nhau vào những năm 1990 và 2000, trong số đó có các series trò chơi Call of Duty và Guitar Hero. Một tập đoàn cầm quyền được thành lập làm công ty mẹ của Activision để quản lý cả các studio nội bộ và được mua lại. Năm 2008, tập đoàn cầm quyền này sáp nhập với Vivendi Games (tập đoàn cầm quyền của Blizzard Entertainment) và thành lập Activision Blizzard, với Kotick làm CEO. Trong cấu trúc này, Activision quản lý nhiều studio bên thứ ba và phát hành tất cả các trò chơi ngoài những trò chơi được tạo ra bởi Blizzard.

## Lịch sử

### Thành lập (1979)

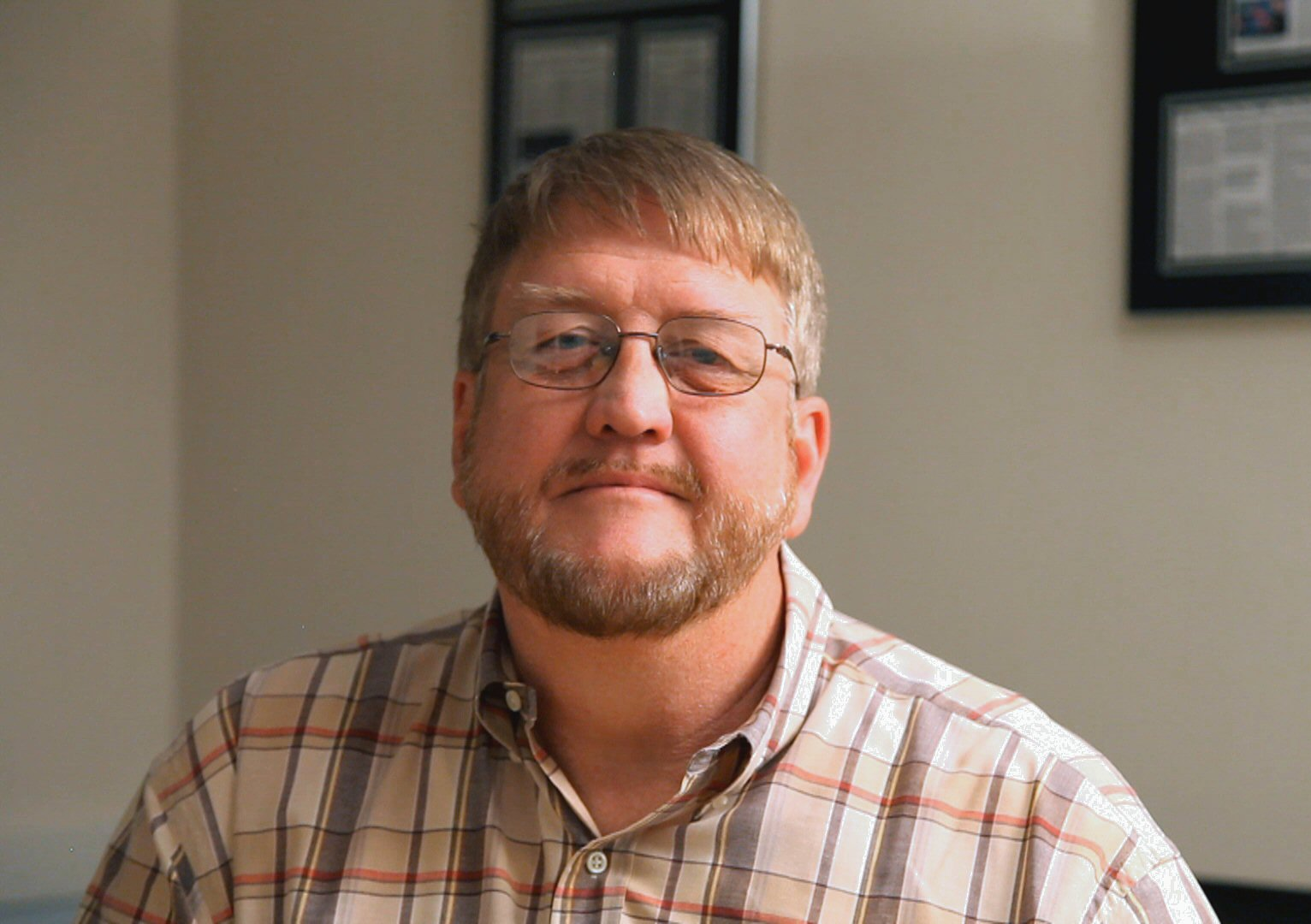
Đồng sáng lập David Crane năm 2013

Vào năm 1976, Warner Communications mua lại Atari, Inc. từ Nolan Bushnell để giúp đẩy nhanh quá trình đưa Atari Video Computer System (Atari VCS hoặc sau này là Atari 2600) ra thị trường vào năm 1977. Cùng năm đó, Atari bắt đầu tuyển dụng các lập trình viên để tạo ra các trò chơi cho hệ thống. Trước khi Warner mua lại, công ty không thưởng thêm tiền cho các lập trình viên đã làm việc trên các trò chơi có lợi nhuận, hoặc công nhận công việc của họ công khai, nhằm ngăn họ bị các công ty trò chơi đối thủ chiêu mộ. Phong cách quản lý của Warner Communication cũng khác so với Bushnell. Theo nhà phát triển John Dunn, quản lý của Warner coi nhà phát triển như là kỹ sư chứ không phải nhân viên sáng tạo, tạo ra mâu thuẫn với nhân viên. Ray Kassar, CEO của Atari, người được bổ nhiệm vào vị trí đó sau khi Warner mua lại công ty vào năm 1978, cam kết giữ chi phí sản xuất ở mức thấp cho Warner, theo lời kể của David Crane, một trong những lập trình viên của Atari.
Vào đầu năm 1979, phòng tiếp thị của Atari đã phổ biến một văn bản liệt kê các loại cartridge bán chạy nhất trong năm trước để hỗ trợ việc đưa ra ý tưởng trò chơi mới. Crane lưu ý rằng những trò chơi mà anh đảm nhận hoàn toàn đã mang về hơn 20 triệu đô la Mỹ cho công ty nhưng anh chỉ nhận một lương 20,000 đô la Mỹ. Trong số 35 nhà phát triển, có 4 lập trình viên (Crane, Larry Kaplan, Alan Miller và Bob Whitehead) đã tạo ra các trò chơi chiếm 60% doanh số bán hàng của Atari.
Crane, Kaplan, Miller và Whitehead đã trở nên rõ ràng về việc họ không được công nhận trong công ty và được biết đến với cái tên "Băng nhóm Bốn". Nhóm gặp Kassar vào tháng 5 năm 1979 để đòi công ty coi nhà phát triển như các hãng thu âm đối xử với các nhạc sĩ, bằng cách trả tiền tác quyền và in tên họ lên hộp trò chơi. Kaplan, người gọi các thành viên còn lại là "những nhà thiết kế tốt nhất cho [2600] trên thế giới", nhớ lại rằng Kassar gọi bốn người đàn ông này là "những nhà thiết kế khăn tắm" và tuyên bố "ai cũng có thể làm một cartridge".
Bốn người quyết định sớm rời khỏi Atari và thành lập công ty riêng của họ, nhưng họ không chắc chắn làm thế nào để thực hiện điều đó. Vào năm 1979, khái niệm về nhà phát triển bên thứ ba chưa tồn tại, vì phần mềm cho các máy chơi trò chơi điện tử được xuất bản độc quyền bởi nhà sản xuất hệ thống cho các trò chơi được thiết kế cho hệ thống đó; do đó, quan niệm thông thường là để tạo trò chơi trên máy chơi trò chơi điện tử, người ta cần phải tạo ra một máy chơi trò chơi trước. Bốn người quyết định tạo ra công ty phát triển trò chơi độc lập của riêng họ. Họ được đưa đến gặp Jim Levy, người lúc đó đang gây quỹ venture capital để tham gia vào lĩnh vực phần mềm cho các máy tính gia đình sớm. Levy lắng nghe kế hoạch của họ, đồng ý với hướng đi của nó và giúp bốn người thu thập khoảng 1 triệu đô la Mỹ từ Sutter Hill Ventures. Họ cũng tham khảo luật sư về kế hoạch phát triển trò chơi cho Atari VCS và đã bao gồm tiền phí kiện tụng vào khoản đầu tư vốn.
Đến tháng 8, Crane và Miller đã rời khỏi Atari, và Whitehead cũng gia nhập sau đó. Kaplan cũng đã từ bỏ Atari vào tháng 8, nhưng ban đầu quyết định không tham gia vì không thích kế hoạch kinh doanh ban đầu; sau đó anh quay trở lại tham gia Activision vào tháng 12. Activision chính thức được thành lập vào ngày 1 tháng 10 năm 1979, với Levy làm Giám đốc điều hành. Công ty ban đầu được đặt tên là "Computer Arts, Inc." trong khi họ đang xem xét một cái tên tốt hơn. Các người sáng lập đã nghĩ đến tên "VSync, Inc.", nhưng lo sợ rằng công chúng sẽ không hiểu hoặc biết cách phát âm. Levy đề xuất kết hợp "active" (hoạt động) và "television" (truyền hình) để tạo ra tên "Activision".

### Những năm đầu (1980-1982)
Activision bắt đầu làm việc từ garage của Crane vào nửa cuối năm 1979, mỗi lập trình viên phát triển trò chơi riêng của họ được dự định sẽ được phát hành vào giữa năm 1980, bao gồm Dragster, Fishing Derby, Checkers, và Boxing. Kiến thức của bốn người về Atari 2600, cũng như những thủ thuật phần mềm cho hệ thống, giúp họ tạo ra những trò chơi của riêng họ có vẻ ngoài khác biệt so với các trò chơi do Atari sản xuất. Để làm nổi bật hơn, hộp của Activision được sơn sáng màu và có một ảnh chụp màn hình trong trò chơi ở phía sau. Hướng dẫn cho từng trò chơi dành ít nhất một trang để ghi công cho nhà phát triển. Hơn nữa, đối với hầu hết các trò chơi của Activision đến năm 1983, hướng dẫn cho phép gửi ảnh chụp điểm số cao của người chơi để nhận lại một biểu hiện trò chơi.
Trước khi phát hành bốn trò chơi đầu tiên, Activision đã thuê không gian tại Triển lãm Điện tử Tiêu dùng vào năm 1980 để giới thiệu các tựa game của họ, và nhanh chóng nhận được sự chú ý tích cực. Sự chú ý dành cho Activision làm cho Atari lo lắng, vì việc ra đi của bốn người đã tạo ra một lỗ hổng lớn trong đội ngũ phát triển của họ. Ban đầu, Atari đã cố gắng làm xấu uy tín của Activision bằng cách sử dụng báo chí ngành tại Triển lãm Điện tử Tiêu dùng để gán nhãn những người tiết lộ bí mật thương mại là "những người tàn ác, kinh khủng", theo lời kể của Crane, và sau đó đe dọa từ chối bán các trò chơi Atari cho các nhà bán lẻ cũng kinh doanh các tựa game Activision này. Vào cuối năm 1980, Atari đã đệ đơn kiện chính thức đối với Activision để cố gắng ngăn công ty này hoạt động, cáo buộc bốn người đã đánh cắp bí mật thương mại và vi phạm các hợp đồng không tiết lộ thông tin. Cuộc kiện đã được giải quyết vào năm 1982, khi Activision đồng ý trả tiền tác quyền cho Atari nhưng không khác hợp pháp mô hình phát triển bên thứ ba. Năm 2003, các người sáng lập Activision đã nhận giải thưởng "First Penguin" tại Giải thưởng Lựa chọn Nhà phát triển Trò chơi, phản ánh sự trở thành nhà phát triển bên thứ ba thành công đầu tiên trong ngành công nghiệp trò chơi điện tử.
Sau khi phát hành đợt đầu, mỗi người sáng lập đã phát triển các tựa game riêng của mình, khoảng một lần mỗi năm, trong những năm đầu của công ty. Trong khi các trò chơi năm 1980 của họ không nổi bật, một trong những trò chơi thành công đầu tiên của công ty là Kaboom!, phát hành năm 1981, đó là trò chơi đầu tiên của Activision bán được hơn một triệu bản. Trò chơi nổi bật của Activision là Pitfall! năm 1982, do Crane sáng tạo. Hơn bốn triệu bản trò chơi đã được bán. Vào cuối năm 1982, Kaplan rời khỏi Activision để làm việc vào việc phát triển máy tính cá nhân Amiga vì anh muốn tham gia nhiều hơn vào phát triển phần cứng.
Tổng doanh số bán của Activision được ước tính là 157 triệu đô la và doanh thu là 60 triệu đô la trước khi công ty niêm yết công khai vào tháng 6 năm 1983 trên thị trường chứng khoán NASDAQ với mã cổ phiếu AVSN.

### Sụp đổ thị trường trò chơi điện tử (1983–1988)
Sự thành công của Activision, cùng với sự phổ biến của hệ thống Atari 2600, dẫn đến sự xuất hiện của nhiều nhà phát triển bên thứ ba khác cũng như các hệ thống máy chơi trò chơi khác. Activision đã sản xuất một số trò chơi Atari của mình cho các hệ máy Intellivision và ColecoVision, cùng với các nền tảng khác. Tuy nhiên, cũng có nhiều nhà phát triển bên thứ ba mới xuất hiện, cố gắng theo cách làm của Activision nhưng thiếu kinh nghiệm so với họ; theo lời kể của Crane, một số trong số các công ty này được thành lập với vốn đầu tư và thuê các lập trình viên có ít kinh nghiệm thiết kế trò chơi từ đường phố, xuất bản hàng loạt sản phẩm mà các nhà phát triển đã tạo ra. Điều này đã góp phần gây ra sụp đổ thị trường trò chơi điện tử năm 1983.
Đối với Activision, dù họ đã vượt qua được cuộc sụp đổ, họ vẫn cảm nhận được ảnh hưởng của nó trong những năm tiếp theo. Những nhà phát triển bên thứ ba này tan rã, để lại kho hàng đầy trò chơi không bán được, mà các nhà bán lẻ thông minh đã mua và bán với giá giảm giá hàng loạt (5 đô la so với giá đề xuất bán lẻ của Activision là 40 đô la). Trong khi vẫn còn nhu cầu cho các trò chơi của Activision, những người tiêu dùng không được thông tin đầy đủ đã quyết định mua các tựa game giá rẻ hơn thay vì những tựa game của hãng, làm giảm thu nhập của họ. Doanh thu hàng quý của họ giảm từ 50 triệu đô la vào giữa năm 1983 xuống còn khoảng 6-7 triệu đô la vào cuối năm 1984, theo Levy, và họ buộc phải sa thải nhân viên, từ khoảng 400 nhân viên xuống còn 95 trong khoảng thời gian đó. Do đó, Activision quyết định họ cần đa dạng hóa trò chơi của mình lên máy tính cá nhân như Commodore 64, Apple, và gia đình Atari 8-bit family để tránh hoàn toàn phá sản như các nhà phát triển bên thứ ba khác. Việc sụt giảm nhân tài tiếp tục đến năm 1985 từ sau cuộc sụp đổ. Miller và Whitehead rời công ty vào năm 1984 do giá trị cổ phiếu của họ bị giảm mạnh và đã thành lập Accolade.
Với sụp đổ thị trường trò chơi điện tử khiến cho việc phát triển trò chơi trên hệ máy console trở thành một sự đề xuất rủi ro, công ty tập trung vào việc phát triển cho máy tính cá nhân với các trò chơi như Little Computer People và Hacker, trong khi Levy cố gắng kiểm soát chi tiêu trong quá trình họ phục hồi. Nhằm mở rộng hơn nữa, Activision đã mua lại, thông qua một cuộc sáp nhập doanh nghiệp, hãng pioner trong thể loại trò chơi phiêu lưu văn bản Infocom vào tháng 6 năm 1986. Sáp nhập này được đứng đầu bởi Levy, người hâm mộ lớn của các tựa game Infocom và cảm thấy hãng này đang ở một vị trí tương tự như Activision. Khoảng sáu tháng sau "Đám cưới Infocom", hội đồng quản trị của Activision quyết định thay thế Levy bằng Bruce Davis. Davis đã phản đối việc mua lại Infocom từ đầu và đã thể hiện tay nắm quyết đoán trong quản lý, và thậm chí còn cố gắng kiện để thu hồi việc mua lại từ cổ đông của Infocom. Crane cũng thấy Davis khó làm việc và lo ngại về cách Davis quản lý việc đóng cửa Imagic, một trong những studio phát triển bên thứ ba được hình thành nhờ thành công của Activision vào năm 1981. Crane rời khỏi Activision vào năm 1986 và giúp Garry Kitchen thành lập Absolute Entertainment.

### Mediagenic (1988–1991)

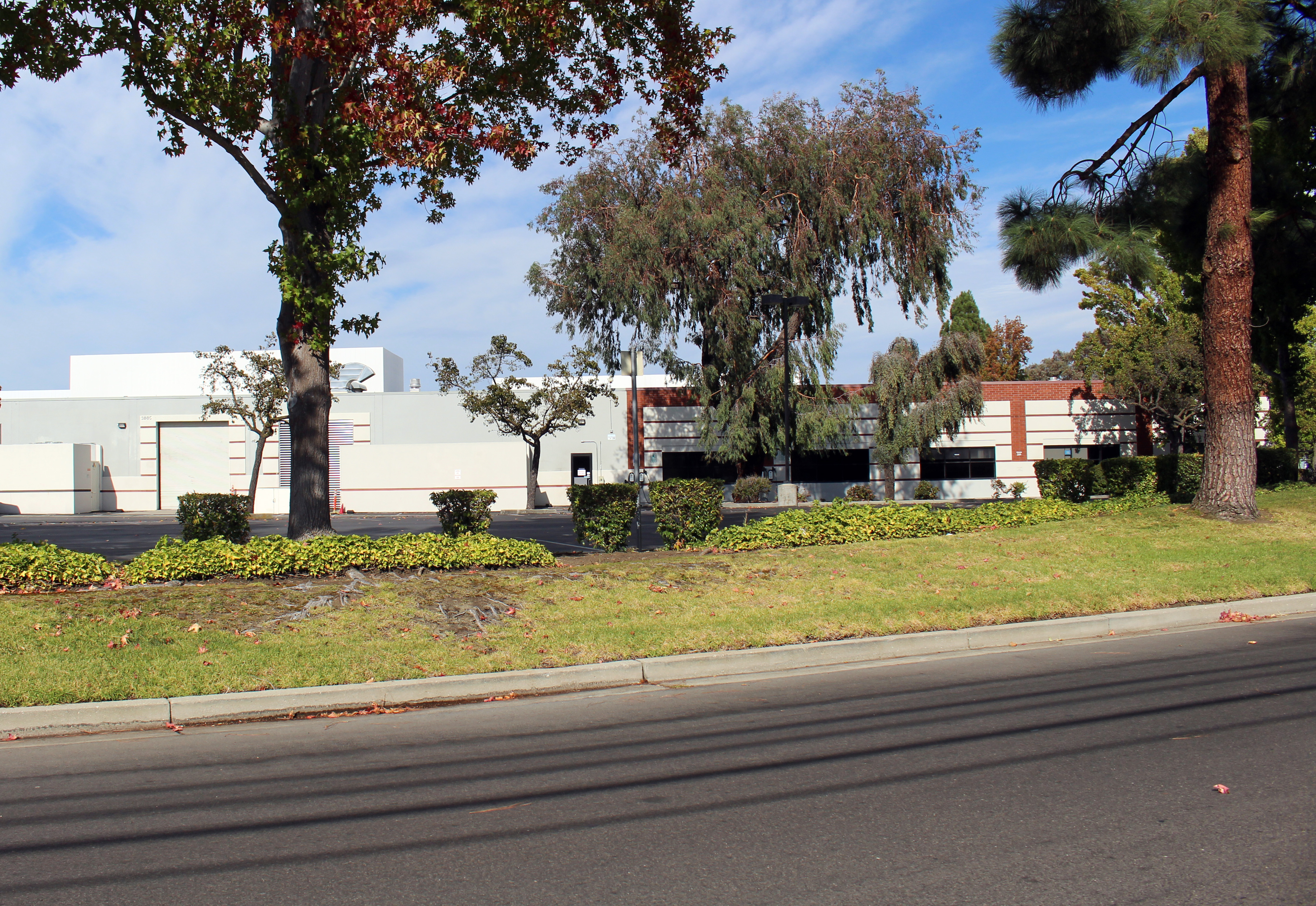
Trụ sở cũ của Mediagenic tại Menlo Park, khoảng năm 2021

Vào năm 1988, Activision bắt đầu tham gia vào lĩnh vực phần mềm ngoài trò chơi điện tử, chẳng hạn như ứng dụng doanh nghiệp. Do đó, Activision đã thay đổi tên công ty thành Mediagenic để đại diện cho tốt hơn tất cả các hoạt động của mình.
Mediagenic bao gồm bốn nhóm:
- Activision: nhà phát hành trò chơi điện tử cho nhiều nền tảng khác nhau, đặc biệt là Nintendo Entertainment System, Master System, Atari 7800, Atari ST, Commodore 64, và Amiga.
- Infocom: nhà phát triển các trò chơi tương tác văn bản (interactive fiction games).
- Gamestar: ban đầu là một công ty độc lập nhưng đã được Activision mua lại vào năm 1986. Chuyên sản xuất các trò chơi thể thao.
- Ten Point O: phần mềm ứng dụng doanh nghiệp.

Năm 1989, sau một vài năm ghi nhận lỗ lãi, Activision đóng cửa các studio của Infocom, chỉ đề nghị cho 11 trong số 26 nhân viên một cơ hội dời đến trụ sở của Activision ở Silicon Valley. Trong số họ, chỉ có 5 người chấp nhận cơ hội này.
Lúc này, Mediagenic đã được biết đến đã làm việc trên phiên bản sơ bộ của một trò chơi bóng đá, trở thành nền tảng cho Joe Montana Football. Michael Katz của Sega of America đã thuyết phục Sega trả tiền Mediagenic vào đầu năm 1990 để phát triển phiên bản nhãn hiệu sau khi thu được quyền sở hữu tên Joe Montana, nhưng ông không biết về những rắc rối nội bộ đã xảy ra trong công ty, khiến trạng thái của trò chơi gần như là chưa hoàn thiện. Katz và Sega buộc phải đưa trò chơi chưa hoàn thiện đến Electronic Arts, công ty đã phát triển loạt trò chơi John Madden Football cho máy tính cá nhân, để hoàn thiện trò chơi.
Trong thời gian này, Mediagenic, thông qua Activision, đã giành được quyền phân phối trò chơi của Cyan Worlds. Trò chơi đầu tiên được phát hành bởi Activision từ Cyan là The Manhole, trên đĩa CD-ROM cho máy tính cá nhân, trở thành trò chơi lớn đầu tiên được phân phối ở định dạng này.

### Mua lại bởi Bobby Kotick (1991–1997)
Quản lý của Davis tại Mediagenic không mang lại lợi nhuận cho công ty; vào năm 1991, Mediagenic báo cáo tổng lỗ 26,8 triệu đô la Mỹ trên doanh thu chỉ 28,8 triệu đô la Mỹ và có hơn 60 triệu đô la Mỹ nợ. Cyan chấm dứt hợp đồng với Activision và chuyển sang Broderbund để xuất bản, bao gồm cả trò chơi trở thành một trong những trò chơi máy tính quan trọng nhất của thập kỷ 1990, Myst.
Bobby Kotick đã quan tâm đến giá trị của ngành công nghiệp trò chơi điện tử sau thời kỳ khủng hoảng, và ông cùng ba nhà đầu tư khác đã cố gắng mua lại Commodore International để có quyền sử dụng dòng máy tính cá nhân Amiga. Sau khi không thành công trong việc mua lại, nhóm đã mua lại một công ty được cấp phép nhân vật của Nintendo và thông qua Nintendo đã được chỉ định đến Mediagenic đang suy sụp. Kotick đã bị thu hút bởi việc mua lại Mediagenic không phải vì các sản phẩm hiện tại mà vì thương hiệu Activision, dựa trên thành công trước đây của Pitfall!, với hy vọng khôi phục lại vinh quang trước đây của Activision. Crane nói rằng Kotick đã nhận ra thương hiệu Activision có thể được định giá khoảng 50 triệu đô la Mỹ và thay vì bắt đầu một công ty mới và tiêu tốn số tiền đó để có được danh tiếng tương tự, ông nhìn thấy cơ hội mua lại Mediagenic đang suy sụp với giá rẻ và đạt được danh tiếng Activision với chi phí tối thiểu. Kotick và nhà đầu tư bổ sung đã mua lại Mediagenic với giá khoảng 500,000 đô la Mỹ vào năm 1991. Nhóm nhà đầu tư này bao gồm doanh nhân bất động sản Steve Wynn và Philips Electronics.
Sau khi mua lại Mediagenic, Kotick trở thành CEO và đã thực hiện một số thay đổi ngay lập tức: ông sa thải tất cả trừ 8 trong số 150 nhân viên của công ty, tiến hành một cuộc tổ chức lại đầy đủ của công ty, phát triển kế hoạch tái cơ cấu nợ phá sản và đổi tên công ty thành Los Angeles, California. Trong kế hoạch phá sản, Kotick nhận ra rằng Mediagenic vẫn còn tài sản có giá trị, bao gồm thư viện Infocom cùng các công cụ sáng tác để tạo trò chơi, mạng lưới phân phối của Activision và giấy phép phát triển trên các máy chơi trò chơi Nintendo và Sega. Kotick đã thanh toán một phần nợ bằng cách trao cổ phiếu của công ty cho các nhà phân phối nhằm giữ họ quan tâm vào sự thành công của công ty. Kotick cũng đã khiến công ty tái phát hành một số trò chơi console và Infocom từ trước đây thành bộ sưu tập dành cho máy tính cá nhân. Kotick cũng đã nhận ra giá trị của tài sản Zork từ Infocom và khiến công ty phát triển phần tiếp theo, Return to Zork. Những bước tiến này đã giúp Mediagenic thực hiện kế hoạch phá sản và vào cuối năm 1992, Kotick đã đổi tên Mediagenic thành tên gốc là Activision. Công ty mới Activision đã niêm yết công khai trên thị trường vào tháng 10 năm 1993, gây được khoảng 40 triệu đô la Mỹ và được liệt kê trên NASDAQ với mã chứng khoán mới là ATVI.
Đến năm 1995, chiến lược của Kotick đã đạt được một trong những lời hứa ông đưa ra với nhà đầu tư: ông sẽ mang lại cho họ bốn năm liên tiếp tăng trưởng doanh thu 50% trong khi duy trì lãi cân đối. Sau khi đạt được mục tiêu này, Kotick đưa Activision vào mục tiêu thứ hai của mình, phát triển các trò chơi được yêu cầu và làm cho công ty có lời vào năm 1997.
Activision phát hành trò chơi góc nhìn thứ nhất MechWarrior vào năm 1989, dựa trên trò chơi giấy BattleTech của FASA. Phần tiếp theo là MechWarrior 2, được phát hành vào năm 1995 sau hai năm trì hoãn và xung đột nội bộ, khiến FASA không gia hạn thỏa thuận cấp phép của họ với Activision. Để đối phó, Activision đã phát hành thêm một số trò chơi mang tên MechWarrior 2, không vi phạm thỏa thuận cấp phép của họ. Điều này bao gồm NetMech, MechWarrior 2: Ghost Bear's Legacy và MechWarrior 2: Mercenaries. Toàn bộ loạt trò chơi MechWarrior 2 đã chiếm hơn 70 triệu đô la Mỹ doanh số bán hàng.
Vào năm 1997, Activision mua lại quyền chơi trò chơi chiến tranh dựa trên giấy tờ Heavy Gear. Phiên bản trò chơi điện tử đã được đánh giá cao bởi các nhà phê bình, với điểm trung bình 81,46% trên GameRankings và được xem là trò chơi tốt nhất trong thể loại tại thời điểm đó bởi GameSpot. Công nghệ Mechwarrior 2 cũng được sử dụng trong những trò chơi Activision khác, bao gồm Interstate '76 năm 1997 và Battlezone năm 1998.

### Sự phát triển và mua lại (1997–2008)
Với một số trò chơi phát triển thành công của riêng mình giúp đưa công ty vượt qua biên độ lỗ lãi, Kotick dẫn dắt Activision bắt đầu tìm kiếm mua lại các hãng phát triển trò chơi điện tử, được hướng dẫn bởi các cuộc khảo sát thị trường để xác định lĩnh vực nội dung tập trung vào. Ước tính là từ năm 1997 đến 2008, Activision đã thực hiện 25 cuộc mua lại, và một số trong số đó không công bố giá trị. Một số trong số này diễn ra trước năm 2001, trong thời điểm của Bubble dot-com, cho phép công ty mua lại các hãng phát triển với giá thấp hơn. Vào ngày 16 tháng 6 năm 2000, Activision đã tái cơ cấu thành một công ty cổ phần mẹ, Activision Holdings, để quản lý Activision và các công ty con của nó một cách hiệu quả hơn. Activision đã thay đổi tên doanh nghiệp từ "Activision, Inc." thành "Activision Publishing, Inc.", trong khi Activision Holdings lấy lại tên "Activision, Inc." của cũ. Activision Publishing trở thành công ty con thuộc sở hữu hoàn toàn của Activision, và công ty mẹ trở thành công ty niêm yết công khai, với tất cả cổ phiếu vốn cổ phần đã được chuyển đổi.
Một số sự mua sắm và đầu tư quan trọng của Activision trong giai đoạn này bao gồm:
- Raven Software: Raven được thành lập vào năm 1990; do gần gũi, Raven thường hợp tác chặt chẽ với id Software, và một trong những thành công đầu tiên của họ là loạt trò chơi Heretic sử dụng công nghệ của id, gọi là Doom engine. Vào khoảng năm 1997, các nhà sáng lập của Raven, Brian và Steve Raffel, cảm thấy cần tìm một công ty mẹ. Họ đã ký kết thỏa thuận xuất bản với Activision vào năm 1997, điều này không chỉ cung cấp hỗ trợ tài chính bổ sung cho Raven mà còn giúp Activision có cơ hội làm việc chặt chẽ với id Software và xây dựng mối quan hệ kinh doanh với họ.[37] Vào cuối năm 1997, Activision mua lại Raven và biến nó thành một trong các công ty con đầu tiên của họ dưới sự quản lý của Kotick.[38] Giá mua lại là 12 triệu đô la.[39]
- Neversoft: Trước khi bị mua lại vào năm 2000, Activision đã ký kết thỏa thuận phát triển với Neversoft để tái phát triển trò chơi Apocalypse, một tựa đề không hoàn thành của Activision. Sau đó, Activision đã yêu cầu Neversoft làm một nguyên mẫu cho trò chơi trượt ván, cuối cùng đã trở thành tựa trò chơi đầu tiên trong loạt Tony Hawk's về trượt ván. Tony Hawk's Pro Skater đã đạt được thành công đáng kể, dẫn đến việc Activision mua lại Neversoft vào tháng 4 năm 2000.[40] Sau tám trò chơi, loạt Call of Duty đã mang về 1,6 tỷ đô la.[18]
- Infinity Ward: Sau khi Electronic Arts phát hành Medal of Honor: Allied Assault vào năm 2002, một số nhà phát triển từ 2015, Inc., không hài lòng với hợp đồng hiện tại của họ, đã rời khỏi công ty để thành lập một studio mới, Infinity Ward. Chính Kotick đã cung cấp tiền khởi nghiệp cho nhóm này, vì họ đang tìm cách phát triển một tựa đề tương tự như Medal of Honor. Activision mua lại studio này với giá 5 triệu đô la vào tháng 1 năm 2003 và sau đó xuất bản tựa trò chơi đầu tiên của họ, Call of Duty, trực tiếp cạnh tranh với Electronic Arts.[18] Loạt trò chơi Call of Duty kể từ đó đã thấy gần như hàng năm có phiên bản mới và tính đến năm 2016, đã bán được hơn 250 triệu bản và thu về hơn 12 tỷ đô la doanh thu.[41]
- Treyarch: Studio tại Santa Monica, California được thành lập vào năm 1996. Với thành công của trò chơi Tony Hawk đầu tiên của Neversoft, Activision đã sử dụng Treyarch để hỗ trợ phát triển các trò chơi Tony Hawk tiếp theo cũng như phát triển các tựa trò chơi sử dụng giấy phép của Marvel về Spider-Man. Activision mua lại studio này vào năm 2001 với giá khoảng 20 triệu đô la.[42] Sau thành công của Call of Duty từ Infinity Ward, Activision đã chuyển Treyarch hỗ trợ trong việc phát triển loạt trò chơi, lần lượt đổi các phiên bản lớn hàng năm giữa hai studio này.
- Gray Matter Studios: Trước đây, Gray Matter được thành lập vào năm 1993 với tên gọi Xatrix Entertainment, nhưng vào năm 1999, họ đã đổi tên thành Gray Matter khi họ bắt đầu làm việc trên trò chơi Return to Castle Wolfenstein, cùng với sự hợp tác của Nerve Software và giám sát bởi id Software, người sở hữu quyền sở hữu Castle Wolfenstein. Activision, nhà phát hành trò chơi này, đã mua một phần cổ phiếu của Gray Matter trong thời gian này. Return to Castle Wolfenstein là một thành công đáng kể về cả mặt phê bình và tài chính, dẫn đến việc Activision mua lại phần còn lại của Gray Matter vào năm 2002 với giá khoảng 3,2 triệu đô la,[43] với ý định giúp Infinity Ward mở rộng loạt trò chơi Call of Duty. Năm 2005, Activision đã quyết định sáp nhập Gray Matter nhỏ hơn vào Treyarch lớn hơn để kết hợp tài năng của họ vào việc phát triển Call of Duty 3.[44]
- RedOctane: Vào khoảng năm 2005, Red Octane đang phát triển Guitar Hero, một trò chơi console dựa trên trò chơi arcade GuitarFreaks cùng với Harmonix; Harmonix phát triển phần mềm trong khi RedOctane phát triển các bộ điều khiển nhạc cụ. Guitar Hero là một thành công lớn. Activision đã mua lại RedOctane với giá gần 100 triệu đô la vào tháng 6 năm 2006. Loạt trò chơi này từ đó đã kiếm được hơn 2 tỷ đô la doanh thu.[18]
- Toys for Bob: Toys for Bob được thành lập bởi Paul Reiche III, Fred Ford, và Terry Falls vào năm 1989 và đã đạt thành công trong việc phát triển hai trò chơi Star Control đầu tiên, và sau đó thực hiện các bản chuyển thể từ phim sang trò chơi video. Activision mua lại studio này vào năm 2005 và đã giao cho họ làm việc trên một số trò chơi Tony Hawk cũng như các tác phẩm khác có giấy phép.[45] Sau khi Activision sáp nhập với Vivendi, họ thu được quyền sở hữu trí tuệ của Spyro và giao cho Toys for Bob phát triển loạt trò chơi theo hướng mới, dẫn đến loạt trò chơi toys-to-life Skylanders.[46]

### Sáp nhập với Vivendi Games (2008)
Trong khi Activision rất thành công với loạt các nhà phát triển và dòng game thành công, Kotick lo lắng vì họ không có tựa đề nào cho thị trường trực tuyến đa người chơi đang phát triển mạnh mẽ, điều này mở ra cơ hội tiếp tục thu nhập từ mô hình đăng ký và giao dịch nhỏ hơn thay vì doanh thu từ một lần bán duy nhất. Vào khoảng năm 2006, Kotick liên hệ với Jean-Bernard Lévy, CEO mới của Vivendi, một tập đoàn truyền thông Pháp. Vivendi có một phân nhánh game mang tên Vivendi Games, nhưng tại thời điểm đó, phân nhánh này đang gặp khó khăn để tồn tại, tuy nhiên điểm nổi bật của họ là sở hữu Blizzard Entertainment và tựa game cực kỳ thành công của họ là World of Warcraft, mang về 1,1 tỷ đô la Mỹ USD mỗi năm từ các khoản phí đăng ký. Vivendi Games cũng sở hữu Sierra Entertainment.
Lévy nhận ra rằng Kotick muốn kiểm soát World of Warcraft và đề nghị cho hai công ty hợp nhất, nhưng chỉ nếu Lévy giữ số lượng cổ phiếu lớn nhất trong tập đoàn hợp nhất, buộc Kotick phải nhượng quyền kiểm soát. Theo bạn bè và nhà đầu tư, Kotick lo lắng về quyết định này trong một thời gian dài. Trong khoảng thời gian này vào năm 2006-2007, một số sản phẩm thành công trước đây của Activision đã bắt đầu giảm sút, chẳng hạn như Tony Hawk's, vì vậy Activision đã mua lại RedOctane, nhà phát hành của dòng game Guitar Hero. Kotick gặp gỡ Chủ tịch Blizzard, Mike Morhaime, và biết rằng Blizzard cũng đã có sự thành công khi đưa game của họ vào thị trường Trung Quốc - một thị trường tiềm năng có thể mang lại lợi nhuận khổng lồ. Với cơ hội tiềm năng này, Kotick đã đồng ý sáp nhập.
Ban điều hành của Activision đã ký kết việc sáp nhập vào tháng 12 năm 2007. Sáp nhập đã hoàn thành vào tháng 7 năm 2008. Công ty mới được đặt tên là Activision Blizzard và được đứng đầu bởi Kotick, trong khi Vivendi vẫn giữ 52% cổ phần trong công ty. Công ty mới này được ước tính có giá trị 18,9 tỷ đô la Mỹ, vượt xa Electronic Arts, được định giá là 14,1 tỷ đô la Mỹ.
Sau sáp nhập, Activision Publishing vẫn là một công ty con của Activision Blizzard và chịu trách nhiệm phát triển, sản xuất và phân phối các trò chơi từ các studio nội bộ và công ty con của mình. Eric Hirshberg đã được công bố là CEO của Activision Publishing vào năm 2010.
Vào tháng 11 năm 2009, Activision Publishing thành lập Sledgehammer Games. Được thành lập vào đầu năm 2009 bởi Glen Schofield và Michael Condrey, những người từng là lãnh đạo của Visceral Games và đã làm việc trên trò chơi Dead Space, Sledgehammer dự định phát triển một tựa game phái sinh của Call of Duty được tạo ra dựa trên gameplay trong Dead Space. Tuy nhiên, vào đầu năm 2010, vấn đề pháp lý giữa Infinity Ward và Activision Blizzard dẫn đến việc một số thành viên của Infinity Ward ra đi và Activision giao cho Sledgehammer việc hỗ trợ Infinity Ward trong tựa game Call of Duty tiếp theo lớn, Modern Warfare 3. Kể từ đó, Sledgehammer, Infinity Ward và Treyarch chia sẻ nhiệm vụ phát triển cho loạt trò chơi cờ vua, với sự hỗ trợ từ Raven và các studio khác khi cần thiết.
Vào tháng 2 năm 2010, Activision Blizzard báo cáo thiệt hại lớn về doanh thu do giảm doanh số bán hàng của Guitar Hero và các trò chơi dành cho đối tượng chơi cầu thủ casual. Sau đó, Activision Publishing đóng cửa Red Octane, Luxoflux và Underground Development cũng như sa thải khoảng 25% nhân viên tại Neversoft. Trong cùng năm, Activision đóng cửa Budcat Creations vào tháng 11 năm 2010 và Bizarre Creations vào tháng 2 năm 2011.
Hirshberg rời vị trí CEO vào tháng 3 năm 2018.
Vào những năm 2020, Activision tập trung nhiều hơn vào loạt trò chơi Call of Duty, bao gồm việc phát hành trò chơi miễn phí Call of Duty: Warzone vào năm 2020. Đến tháng 4 năm 2021, công ty đã giao cho tất cả các studio nội bộ của mình làm việc trên một phần nào đó của loạt trò chơi Call of Duty. Điều này bao gồm một studio mới, Activision Mobile, tập trung phát triển trò chơi Call of Duty Mobile, như đã thông báo vào tháng 8 năm 2021.
Vào năm 2021, trong khi tất cả nhân viên của họ đang làm việc từ xa trong thời gian đại dịch COVID-19, Activision và công ty mẹ Activision Blizzard đã rời khỏi tòa nhà trụ sở lâu năm của họ ở Santa Monica và chấm dứt hợp đồng thuê với Boston Properties. Vào tháng 9 năm 2021, họ đã thuê một không gian văn phòng nhỏ hơn nhiều tại Santa Monica ở Pen Factory (một nhà máy trước đây của Paper Mate) từ Kite Pharma, một công ty đã thuê không gian này từ Công ty Lincoln.

### Hiện tại
- 7 Studios tại Tây Los Angeles, California, Salt Lake City, Utah và Đài Bắc,Đài Loan, thành lập năm 1999, mua lại vào 6/8/2009.
- Beenox tại thành phố Quebec, Canada, thành lập vào tháng 5/2000, mua lại vào 25/5/2005.
- DemonWare ở cả Dublin, Cộng hòa Ireland và Vancouver, British Columbia, Canada, thành lập năm 2003, mua lại vào tháng 5/2007.
- FreeStyleGames ở Leamington,Anh, thành lập năm 2002, mua lại vào 12/9/2008.
- High Moon Studios ở San Diego, California, thành lập với tên Sammy Entertainment vào tháng 4/2001, mua lại bởi Vivendi Games vào tháng 1/2006.
- Infinity Ward ở Encino, California, thành lập năm 2002, mua lại vào tháng 10/ 2003.
- Neversoft ở Los Angeles, California, thành lập vào tháng 7/1994, mua lại vào tháng 10/1999.
- Radical Entertainment ở Vancouver, Canada, thành lập năm 1991, mua lại vào năm 2005.
- Raven Software ở Madison, Wisconsin, thành lập năm 1990, mua lại vào năm 1997.
- Sledgehammer Games ở Foster City, California, thành lập vào 21/6/2009
- Toys For Bob ở Novato, California, thành lập năm 1989, mua lại vào 3/5/2005.
- Treyarch ở Santa Monica, California, thành lập năm 1996, mua lại vào năm 2001.
- Vicarious Visions ở Albany, New York, thành lập năm 1990, mua lại vào tháng 1/2005.

### Đã đóng cửa
- Gray Matter Interactive ở Nam California, thành lập vào những năm 90 với tên Xatrix Entertainment, mua lại vào tháng 1/2002, sáp nhập với Treyarch vào năm 2005.
- Infocom ở Cambridge, Massachusetts, thành lập vào 22/6/1979, mua lại vào năm 1986, đóng cửa năm 1989.
- Luxoflux ở Santa Monica, California, thành lập vào tháng 1/1997, mua lại vào tháng 10/2002, đóng cửa vào 11/2/2010.
- Shaba Games ở San Francisco, California, thành lập vào tháng 9/1997, mua lại vào năm 2002, và đóng cửa vào 8/10/2009.
- RedOctane ở Mountain View, California, thành lập vào tháng 11/2005, mua lại vào năm 2006, đóng cửa vào 11/2/2010.
- Sierra Entertainment ở Los Angeles, California, thành lập năm 1979 với tên On-line Systems, mua lại từ sau khi sáp nhập với Vivendi Games, đóng cửa năm 2008.
- Underground Development ở Foster City, California, thành lập với tên Z-Axis vào năm 1994, mua lại vào tháng 5/2002, đóng cửa 11/2/2010.[41]
- Budcat Creations ở Las Vegas, Nevada, thành lập vào tháng 9/2000,mua lại vào 10/11/2008. Đóng cửa vào 11/2010.
- Bizarre Creations ở Liverpool, Anh, thành lập với tên Raising Hell Productions năm 1987 và đổi tên năm 1994, mua lại vào 26/9/2007. đóng cửa tháng 1/2011.

### Đã bán
- Wanako Studios ở New York, New York, thành lập năm 2005, mua lại bởi Vivendi Games vào 20/2/ 2007, bán cho hãng Artificial Mind and Movement vào 20/11/2008.
- Swordfish Studios ở Birmingham, Anh, thành lập vào tháng 9/2002, mua lại bởi Vivendi Universal Games vào 6/2005, bán cho hãng Codemasters vào 14/11/2008.
- Massive Entertainment ở Malmö, Thụy Điển, thành lập vào năm 1987, mua lại bởi Vivendi Universal Games vào năm 2002, bán cho Ubisoft vào 10/11/2008.

## Các game đáng chú ý
- Danh sách các game do Activision phát hành

### Những năm 80
- Fishing Derby (1980)
- Skiing (1980)
- Freeway (1981)
- Ice Hockey (1981)
- Kaboom! (1981)
- Stampede (1981)
- Barnstorming (1982)
- Chopper Command (1982)
- Pitfall! (1982)
- River Raid (1982)
- Robot Tank (1983)
- H.E.R.O. (1984)
- Enduro (1982)

### Những năm 90
- Popeye 2 (1994)
- MechWarrior 2: 31st Century Combat (1995)
- The Quake series (trừ bản Quake đầu)
- Interstate '76 (1997)
- Battlezone (1998)
- Civilization: Call to Power (1999)
- Dòng Tony Hawk (1999-)

### Những năm 2000
- Dòng Star Trek (2000-2002)
- Mat Hoffman's Pro BMX (2001)
- The Weakest Link (2001)
- Star Wars Jedi Knight II: Jedi Outcast (2002)
- Dòng Spider-Man movie (2002–)
- Star Wars Jedi Knight: Jedi Academy (2003)
- Dòng True Crime (2003-2011)
- Dòng Call of Duty (2003–)
- Doom 3 (2004)
- Dòng Guitar Hero (2006–2011) (with some exceptions)
- Dòng Marvel: Ultimate Alliance (2006 -)
- Crash: Mind over Mutant (2008)
- The Legend of Spyro: Dawn of the Dragon (2008)
- Prototype(game) (2009)
- Wolfenstein (2009)
- Dòng DJ Hero (2009-2011)

### 2010
- Blur (2010)
- Cabela's Dangerous Hunts 2011 (2010)
- Call of Duty: Black Ops (2010)
- GoldenEye 007 (2010)
- Guitar Hero: Warriors of Rock (2010)
- James Bond 007: Blood Stone (2010)
- Singularity (2010)
- Spider-Man: Shattered Dimensions (2010)
- Transformers: War for Cybertron (2010)

### 2011
- Call of Duty: Modern Warfare 3 (11/08/11)
- Transformers: Dark of the Moon (PS3, Xbox 360, Wii, 3DS, DS)
- Skylanders: Spyro's Adventure (PS3, Xbox 360, Wii, 3DS, PC)
- X-Men: Destiny (PS3, Xbox 360, Wii, DS)
- Spider-Man: Edge of Time (PS3, Xbox 360, Wii, 3DS, DS)
- Untitled James Bond Game (TBA)

### 2012
- Prototype 2 (PS3, Xbox 360, PC)
- The Amazing Spider-man (PS3, Xbox 360, PC, Wii U, 3DS)
- Crash Bandicoot 2012 (PS3, Xbox 360, Wii U)
- Call of Duty: Black Ops 2 (PC, Xbox 360, PS3)